# Орхон (сомон)
Орхон – (монг. Орхон) сомон аймаку Булган, Монголія. Територія 4,1 тис км², населення 3,7 тис. Центр – селище Шарга знаходиться на відстані 496 км від Булгану та 216 від Улан-Батора. Є школа, лікарня, сфера обслуговування.

## Рельєф
Є гори висотою 1650-2098 м Халіун, Булган, Мееж, багато просторих долин та річок Орхон, Сеер, Бийр, Могой, Шувуут, Залуу, Зуйл

## Клімат
Різкоконтинентальний клімат. Середня температура січня -22,2 градусів, липня +16,5 градусів. Протягом року в середньому випадає 300-350 мм опадів.

## Корисні копалини
Є родовища кам’яного вугілля, залізної руди, бірюзи, кришталю, міді, вапняку.

## Тваринний світ
Водяться ведмеді, олені, кабани, козулі, вивірки зайці та інші.